# 小行星8495
小行星8495（英語：8495）是一颗围绕太阳公转的小行星。1990年8月22日，亨利·E·霍爾特在帕洛马山发现了此天体。
这颗小行星的绝对星等为261.3558663302915等。